# Aegocera remutata
Aegocera remutata là một loài bướm đêm trong họ Noctuidae.